# Alain Manfoumbi
Alain-Serge Manfoumbi Mouguengui (* 17. August 1979 in Port-Gentil) ist ein gabunischer Tennisspieler.

## Leben
Er trat zum ersten Mal 1997 auf der ITF Future Tour in Erscheinung, wo er einer kleinen Anzahl von niedrig dotierten Turnieren spielte und auch einzelne Matches gewann. In der Rangliste konnte er sich dort aber genauso wenig platzieren wie in der regulären Tennisweltrangliste. Er nahm 2001 für die gabunische Davis-Cup-Mannschaft an drei Begegnungen im Davis Cup teil. Dort gewann er drei seiner sechs Matches in der Europa/Afrika-Kontinentalgruppe IV, die unterste Ebene des Davis Cup. Im Einzel war er dabei zweimal und im Doppel einmal siegreich. An einem Profiturnier nahm er darüber hinaus nie teil.
Er lebt in Köln und gibt dort Tenniskurse an der Sporthochschule Köln. In der Tennisverbandsliga spielte er für den TG Deckstein II.